# Marc Vidal Claramunt
Marc Vidal Claramunt (* 29. Januar 1976) ist ein spanischer Poolbillardspieler.

## Karriere
Nachdem Marc Vidal bereits 2001 und 2004 jeweils bei einem Turnier der Joss Northeast 9-Ball Tour den 13. Platz erreicht hatte, wurde er 2005 Vierter bei einem Turnier der NYC Billiards Tour.
Im Januar 2006 kam er beim Derby City Classic auf den 25. Platz im 9-Ball und wurde Neunter bei einem Turnier der Joss Northeast 9-Ball Tour.
2007 belegte er beim Derby City Classic den 27. Platz im One Pocket. Zudem gewann er 2007 jeweils ein Turnier der Joss Northeast Tour, der Viking Cue 9-Ball Tour sowie der Blaze ABCD 9-Ball Tour. Auf der Blaze Tour wurde er außerdem einmal Zweiter und einmal Dritter, auf der Joss Tour zweimal Vierter.
Beim Derby City Classic 2008 wurde Vidal Neunter im 14/1 endlos. Im August 2008 nahm er erstmals an einer Weltmeisterschaft teil. Er schied jedoch bei der 14/1-endlos-WM bereits in der Gruppenphase aus. 2008 gewann er zudem das New England 9-Ball Tournament, das North Jersey 14.1 Quarterly sowie zwei Turniere der Blaze Tour und ein Turnier der Predator Pro-Am 9-Ball Tour, bei einem Turnier der Seminole Pro Tour wurde Fünfter, auf der Joss Tour Vierter.
Im Januar 2009 erreichte Vidal beim Derby City Classic den 21. Platz im One Pocket. Zudem gewann er ein Turnier der Predator Pro-Am 9-Ball Tour, wurde dort zweimal Zweiter und einmal auf der Joss Tour.
Beim Derby City Classic 2010 erreichte Vidal den 20. Platz im One Pocket sowie den 30. Platz im 9-Ball. Im März 2010 wurde er Zweiter bei einem Turnier der Mezz Pro Am Tour. 2010 wurde er des Weiteren Neunter bei den Hard Times 10-Ball Open und bei den NYC 9-Ball Championship und erreichte den 33. Platz bei den US Open.
2011 kam Vidal beim Derby City Classic im One Pocket auf den 23. Platz, wurde Fünfter bei der Super Billard Expo und bei der California One Pocket Challenge und Zweiter bei den Seattle Open.
2012 wurde er Zweiter bei der CSI 9-Ball Challenge, erreichte den 15. Platz im One Pocket beim Southern Classic und den 65. Platz bei den US Open.
Im März 2013 wurde Vidal Dritter bei den Wyoming Open. Bei der Ultimate 10-Ball Championship kam er auf den 17. Platz.
Im September 2013 nahm er zum zweiten Mal an einer WM teil, schied aber in der Vorrunde der 9-Ball-WM aus.
Bei den US Open 2013 kam er auf den 65. Platz, bei den All Japan Open unterlag er im Sechzehntelfinale dem Kanadier John Morra. Im März 2014 wurde Vidal beim Nick Varner Classic Fünfter. Beim Derby City Classic 2015 kam Vidal im 9-Ball auf den 36. Platz. Im März 2015 gewann Vidal im Finale gegen Johnny Archer das Wyoming Open Masters im 10-Ball.
Marc Vidal lebt derzeit im New Yorker Bezirk Brooklyn.